# Elizabeta Ruska
Elizabeta Petrovna Romanova (rusko: Елизаве́та Петро́вна Романова), ruska carica, * 29. december (18. december, ruski koledar) 1709, Kolomenskoje pri Moskvi, † 5. januar 1762 (25. december 1761), Sankt Peterburg.
Ruska carica je bila od leta 1741. Imela je razkošen dvor. Bila je velika nasprotnica pruskega kralja Friderika Velikega. V njenem času se je Rusija uveljavila kot pomembna evropska vojaška sila.

## Vzpon na položaj carice
Elizabeta je bila hči Petra Velikega in njegove druge žene Katarine I. V času vladanja njene sestrične Ane Ivanovne je bila izločena iz dvornega življenja in je pod strogim nadzorom bivala na deželi. Po smrti carice Ane, ko je v imenu carjeviča Ivana VI. zavladala njegova mati Ana Leopoldovna in je Elizabeti grozilo zaprtje v samostan, se je pod vplivom francoskega ambasadorja in s pomočjo nekaterih članov dvora, ki so želeli zmanjšati nemški vpliv na Rusijo, odločila za ukrepanje. V noči od 5. na 6. december (24. na 25. november) 1741 je s pomočjo garde in naklonjenih ji oficirjev prevzela oblast. Mladoletnega carja, njegovo mater in njene sodelavce je dala zapreti. Na zboru vseh civilnih in cerkvenih veljakov je bila takoj proglašena za carico Rusije.
Ker ni imela otrok, je takoj po prihodu na prestol določila svojega naslednika. Iz Holsteina je poklicala Karla Petra Ulricha, sina svoje sestre Ane Petrovne in vojvode Karla Friderika von Holstein-Gottorp. Potem ko je prevzel pravoslavno vero in ime Peter Fjodorovič, ga je Elizabeta proglasila za svojega naslednika. Že leta 1744 je šestnajstletnega oženila s Sofijo Avgusto Frederiko von Anhalt-Zerbst-Dornburg, bodočo carico Katarino Veliko. 

## Notranja politika
Elizabeta je odpravila vrhovni tajni svet svojih predhodnikov in je po vzoru očeta Petra Velikega ponovno vpeljala pravitelstvujuščij senat, ki je vsaj formalno postal vrhovno upravno telo države. Sama ni (kot njen oče) prevzela osrednje vloge v vodenju države, ampak jo je prepustila svojim svetovalcem in ljubimcem, medtem ko se je sama posvečala razkošnim dvornim in cerkvenim opravilom. Upravljanje države je tako pod vplivom neprestanih dvornih intrig pešalo, mnoge Petrove reforme so bile opuščene. Državne finance so bile vse bolj šibke in položaj kmetov na račun plemiških privilegijev vse slabši.
Elizabeta je vzpodbujala razvoj izobraževanja in umetnosti. V Moskvi je ustanovila prvo rusko univerzo in v Petrogradu akademijo umetnosti. Italijanski arhitekt Bartolomeo Rastrelli je nadaljeval z gradnjo razkošnega Zimskega dvorca.

## Elizabetina osebnost
Elizabeta je bila očarljiva in radoživa ženska. Po svojem značaju je bila čudna mešanica lenosti, trmoglavosti, gizdavosti in okrutnosti, pobožnosti in razvrata . Gladko je govorila francosko, italijansko in nemško, ob tem pa je bila presenetljivo neizobražena in nadvse nevzgojena. Ljubila je razkošna oblačila in se bogato kitila z zlatom. Menda ni dvakrat oblekla iste obleke. Njen dvor je bil najrazkošnejši v Evropi. Ni bila izbirčna pri izbiri ljubimcev. Govorilo se je, da je bila na skrivaj poročena z Aleksejem Grigorevičem Razumovskim, preprostim kmetom v funkciji vrhovnega lovskega čuvaja, ki so ga poimenovali "nočni car".
Elizabeta je ukinila smrtno kazen, obdržala pa je krute telesne kazni, pretepanje, sekanje nosov in ušes itn. Tudi njeni ministri so se je bali, saj niso nikdar vedeli, kdaj bo kdo pristal v temnici.

## Zunanja politika
Prestiž Rusije, kot velike evropske sile, je v njenem času močno narasel. Po vojni s Švedi (1741-43) je Rusija dobila del južne Finske. Zunanjo politiko je vodil prvi minister Aleksej Petrovič Bestužev-Rjumin, ki je dolgo užival Elizabetino popolno zaupanje. Izboljšal je odnose z Veliko Britanijo in vodil Avstriji naklonjeno politiko, naperjeno proti Prusiji. Ruska vojska je leta 1748 s svojim prihodom v Porenje pospešila končanje avstrijske nasledstvene vojne (1741-48). V sedemletni vojni (1756-63) se je na strani Avstrije uspešno bojevala proti Prusiji, pri čemer ni bila nepomembna Elizabetina osebna mržnja do pruskega kralja Friderika II. Ravno ko je bil ta tik pred zlomom, je carica Elizabeta umrla in prepustila prestol svojemu nečaku Petru III., ki je kot velik občudovalec Friderika II. sklenil s Prusi mir in jim vrnil vsa v vojni zasedena pruska ozemlja.